# Big South Fork National River and Recreation Area
La Big South Fork National River and Recreation Area est une zone récréative américaine classée National Recreation Area, à la frontière du Kentucky et du Tennessee. 
Créée le 7 mars 1974, elle protège 507,10 km2 dans les comtés de Fentress, McCreary, Morgan, Pickett et Scott.